# Daštansko
Daštansko je naseljeno mjesto u općini Vareš, Federacija Bosne i Hercegovine, BiH.

## Stanovništvo

### 1991.
Nacionalni sastav stanovništva 1991. godine, bio je sljedeći:
ukupno: 296
- Muslimani - 235
- Hrvati - 48
- Jugoslaveni - 7
- ostali, neopredijeljeni i nepoznato - 6

### 2013.
Nacionalni sastav stanovništva 2013. godine, bio je sljedeći:
ukupno: 118
- Bošnjaci - 103
- Hrvati - 15

## Šport
Tijekom bošnjačko-hrvatskog sukoba, u hrvatskoj enklavi u Daštanskom djelovao je vareški nogometni klub Bobovac.